# Emmanuel Pedler
Emmanuel Pedler est un sociologue français, directeur d'études à l'École des hautes études en sciences sociales. Il exerce au pôle régional de Marseille, installé dans la Vieille Charité.

## Biographie
Spécialiste de sociologie des arts du temps, il a consacré de nombreux travaux aux publics des musées. Il a, entre autres, conduit une enquête pionnière sur les publics du musée Granet d'Aix-en-Provence, publiée en collaboration avec Jean-Claude Passeron. Il a aussi consacré des travaux aux publics de l'opéra et du music-hall sous l'impulsion de l'anthropologue Jacques Cheyronnaud. 
Il a traduit avec Jean Molino le texte fondamental de Max Weber consacré à la sociologie de la musique (Paris, Métailié, 1998).

## Principales publications
- Max Weber, Sociologie de la musique : les fondements rationnels et sociaux de la musique, trad. en collaboration avec Jean Molino, Paris : Métailié, 1998.
- Sociologie de la communication, Paris, A. Colin, collection 128, 2000 ; rééd. 2005.
- Les nouvelles technologies à l'épreuve des bibliothèques : usages d'Internet et des cédéroms, Paris, Bibliothèque publique d'information-Centre Pompidou, 2001.
- Entendre l'opéra : une sociologie du théâtre lyrique, Paris, L'Harmattan, 2003.
- avec Jacques Cheyronnaud, Théories ordinaires, Éd. de l'École des hautes études en sciences sociales, 2013.
- L'esprit des lieux : réflexions sur une architecture ordinaire, Éd. de l'École des hautes études en sciences sociales, 2016.
- avec Jacques Cheyronnaud, La forme spectacle, Éd. de l'École des hautes études en sciences sociales, 2018.